# چیمبویا
چیمبویا (به اسپانیایی: Chimboya) یک کوه در پرو است که در منطقه پونو و منطقه کوسکو واقع شده‌است. چیمبویا ۵٬۴۸۹ متر بالاتر از سطح دریا واقع شده‌است.